# Parque nacional Tierra de Cañones
El Parque Nacional Tierra de Cañones (en inglés Canyonlands National Park) es un parque nacional localizado en el sureste de Utah cerca de la ciudad de Moab y preserva un relieve lleno de color que se han erosionado en incontables cañones, mesas y buttes por el río Colorado y sus tributarios. Los ríos dividen el parque en cuatro distritos: La Isla en el Cielo, las Agujas y el Laberinto y los ríos. Mientras que comparten una atmósfera desértica, cada uno retiene sus propias características.
El parque cubre un área de 1366,21 km². Los cañones han sido excavador por el río Colorado y el río Verde.